# Grace Kelly
Grace Patricia Kelly (Philadelphia, 12. studenog 1929. – Monako, 14. rujna 1982.), američka filmska i kazališna glumica i monegaška princeza (od 1956. godine). Svjetsku slavu stekla je ulogama u vesternu Točno u podne (1952.) i pustolovnom filmu Mogambo (1953.). Zvjezdani status ostvarila je ulogama hladnih lijepih plavuša pritajene strastvenosti u filmovima Alfreda Hitchcocka, kao što su Nazovi M radi ubojstva (1954.), Prozor u dvorište (1954.) i Držite lopova! (1955.). Godine 1954. dobila je Oscara za glavnu žensku ulogu u filmu "Provincijalka". Napustila je glumu i Hollywood na vrhuncu slave i udala se za monegaškog kneza.
Smatra se jednom od najvećih modnih ikona 20. stoljeća.

## Životopis
Rodila se kao treće od četvero djece u bogatoj američkoj obitelji irskog podrijetla. Njen otac John Brendan Kelly st. bio je zlatni olimpijac u veslanju, a nakon sportske karijere, obogatio se u građevinskom poslu. Njena majka Margaret Katherine Majer bila je direktorica odsjeka za tjelesnu kulturu pri Sveučilištu u Philadelphiji. Školovala se u samostanskoj i u privatnim školama, nakon čega je 1947. godine počela pohađati Američku akademiju za dramske umjetnosti u New York Cityju.

### Glumačka karijera
Godine 1949. ostvarila je prvi nastup na Broadwayju, a 1951. godine ostvarila je svoj filmski debi, s manjom ulogom u filmu Četrnaest sati. Sljedeće godine nastupila je u glavnoj ženskoj ulozi u vesternu Točno u podne, glumeći s Garyjem Cooperom. Uloga u pustolovnom filmu Mogambo iz 1953. godine, uz Clarka Gablea i Avu Gardner, donijela joj je nominaciju za Oscara. Već naredne godine je dobila Oscara za najbolju žensku ulogu u filmu Provincijalka.
Najveću slavu dostigla je ulogama u seriji filmova redatelja Alfreda Hitchcocka. Prvo je 1954. godine nastupila u filmu Nazovi M radi ubojstva, u kojem je glumila preljubničku suprugu koju suprug planira ubiti. Iste godine nastupila je u drugom Hitchcockovom filmu, Prozor u dvorište, u kojem je glumila djevojku Jamesa Stewarta, čiji je lik fotograf, uvjeren da mu je susjed počinio ubojstvo. U trećem filmu, Drž'te lopova nastupila je uz Caryja Granta. Ti filmovi su je promovirali kao glumicu koja utjelovljuje ujedno rezerviranost i seksualnu eleganciju.
Godine 1956. snimila je svoja dva posljednja filma; Labud i Visoko društvo, nakon čega je prekinula glumačku karijeru i udala se za monegaškog kneza Rainiera III. te se odselila iz SAD-a u Monako.

### Princeza od Monaka
Grace Kelly je upoznala monegaškog kneza Rainiera III. na Canneskom filmskom festivalu 1955. godine, za vrijeme promocije filma Provincijalka. Knez ju je zapazio, ali ona je u tom trenutku bila u vezi s francuskim glumcem Jeanom-Pierreom Aumontom. Unatoč tome, počeli su se dopisivati te je krajem iste godine knez Rainer posjetio Grace Kelly, prilikom svog diplomatskog posjeta SAD-u. Tom prilikom ju je zaprosio.
Grace Kelly i Rainer III. vjenčali su se 18. travnja 1956. godine u Monaku pred tri tisuće uzvanika i brojnim televizijskim kamerama. Pretpostavlja se da je svadbu, putem televizijskih ekrana, pratilo 30 milijuna ljudi diljem svijeta. Vjenčanica je bila poklon Metro-Goldwyn-Mayer studija, za koji je snimila sedam filmova. Sljedećeg dana odvila se religijska ceremonija, prilikom čega je Grace Kelly proglašena kneginjom od Monaka. Par je imao troje djece:
- Caroline od Monaka (r. 1957.)
- Albert II. od Monaka (r. 1958.)
- Stéphanie od Monaka (r. 1965.)

Godine 1982. izgubila je kontrolu nad automobilom u jednom zavoju, vozeći se prema Monte Carlu, i sletila s ceste. Osim raznih pretpostavki da je princezu ubila mafija kako bi se osvetila zbog kontrole nad kockarnicama u Monte Carlu i drugih financijskih makinacija, spominje se i srčani udar koji je pogodio Grace dok je vozila, vraćajući se prema Monte Carlu.